# Lill-Stensjöns naturreservat
Lill-Stensjöns naturreservat i Krokoms kommun är beläget cirka 2 mil västnordväst om Alsen, cirka 6 kilometer söder om Getsjön. Naturreservatet är 350 hektar stort och bildades år 2008. I naturreservatet finns upp till 200-250 år gammal tall- och granskog. Området är känt för tjäder och olika lavar.